# Юревич Олександр Володимирович
Олександр Володимирович Юревич (біл. Аляксандр Уладзіміравіч Юрэвіч, нар. 8 серпня 1979, Ліда, Гродненська область, БРСР, СРСР) — білоруський футболіст, захисник. Майстер спорту міжнародного класу Республіки Білорусь. Нині — тренер. З 31 грудня 2019 року — головний тренер юнацької збірної Білорусі.

## Клубна кар'єра
Почав займатися футболом в ДЮСШ міста Ліди. Перші тренери — Олег Леонідович Фролов та Іван Прохорович Прохоров.
У дорослому футболі дебютував 1995 року виступами за «Взуттєвик» з рідного міста, в якому провів п'ять сезонів, зігравши у 112 матчах чемпіонату.
Своєю грою за цю команду привернув увагу представників тренерського штабу «Шахтаря» (Солігорськ), до складу якого приєднався на початку 2000 року. Відіграв за солігорських «гірників» наступні сім сезонів своєї ігрової кар'єри. Більшість часу, проведеного у складі солігорського «Шахтаря», був основним гравцем захисту команди. За це час разом з командою виграв чемпіонат і кубок Білорусі.
Влітку 2007 року уклав контракт з львівськими «Карпатами», у складі яких провів наступні півроку своєї кар'єри гравця.
До складу клубу БАТЕ приєднався на початку 2008 року, підписавши трирічний контракт. У складі борисовського клубу відразу став основним гравцем і виграв низку національних трофеїв, а також дебютував у Лізі Чемпіонів. Згодом контракт було подовжено, загалом відіграв за команду з Борисова 6 років (142 матчі в національному чемпіонаті).
На початку 2014 року повернувся до солігорського «Шахтаря».
25 січня 2017 року завершив футбольну кар'єру.

## Виступи за збірну
28 лютого 2006 року дебютував в офіційних матчах у складі збірної Білорусі на X міжнародному турнірі національних збірних на Кіпрі в матчі зі збірною Греції в Лімасолі (0:1). Всього за 6 років провів у формі головної команди країни 32 матчі.

## Титули і досягнення
- Чемпіон Білорусі (7):

«Шахтар» (Солігорськ): 2005
БАТЕ: 2008, 2009, 2010, 2011, 2012, 2013
- Володар Кубка Білорусі (3):

«Шахтар» (Солігорськ): 2003-04, 2013-14
БАТЕ: 2009-10
- Володар Суперкубка Білорусі (3):

БАТЕ: 2010, 2011, 2013

### Індивідуальні
- Включався БФФ в список 22 найкращих футболістів чемпіонату: 2004, 2005, 2006, 2008, 2009, 2010, 2011
- Найкращий захисник чемпіонату Білорусі: 2010
- Майстер спорту міжнародного класу Республіки Білорусь
- Член Клубу Сергія Алейникова.